# Gyula Maár
Gyula Maár (Budapest, 2 agosto 1934 – Budapest, 20 dicembre 2013) è stato un regista e sceneggiatore ungherese.

## Filmografia parziale
- Prés (1971)
- Végül (1974)
- Déryné hol van? (1975)
- Teketória (1977)
- Felhőjáték (1983)
- Malom a pokolban (1987)
- Hoppá (1993)
- Codin si Chira Chiralina (1994)
- Töröcsik Mari (1996)
- Ennyiböl ennyi (2001)
- Töredék (2007)